# Multimodalitet
Multimodalitet är ett teoretiskt synsätt på kommunikation, interaktion och representation som inte endast tar hänsyn till språk som tal och text, det vill säga i dess traditionella innebörd. Inom perspektivet inkluderas även andra typer av semiotiska resurser för kommunikation såsom gester, ljud, bilder och blickar.Perspektivet är tvärvetenskapligt och återfinns inom vetenskaper såsom samtalsanalys och socialsemiotik.
Själva begreppet började användas i kommunikationsforskning under sent 1990-talet och tidigt 2000-tal av bland andra Gunther Kress, Theo van Leeuwen och Charles Goodwin och återfinns nuförtiden även i Skolverkets skolutvecklingsmaterial.
Inom textanalys kan det även förstås som ett fenomen som uppstår när en och samma text innehåller teckensystem av fler än ett slag, och därigenom kombinerar medietyper - såsom ljud, fotografi, text, animationer och rörliga bilder.